# Меріон Зіммер-Бредлі
Меріон Елеонора Зіммер-Бредлі (англ. Marion Eleanor Zimmer Bradley; 3 червня 1930 — 25 вересня 1999) — американська екофеміністська письменниця у жанрах наукової фантастики і фентезі, феміністської наукової фантастики, відома як авторка та редакторка колективних циклів «Тумани Авалона» і «Дарковер». В 1950-х займалася культурною агітацією лесбійської групи «Дочки Білітіс».
Публікувалася під псевдонімами Міріам Гарднер, Морган Айвз, Джон Декстер, Ельфріда (Елфрайда) Рівез, Валері Грейвс.

## Життєпис
Народилася на фермі в Олбані, штат Нью-Йорк, під час Великої депресії. Брат Меріон, Пол Едвін Зіммер (1943-1997) також писав наукову фантастику.
5 липня 1947 року, у віці 17 років, була охрещена в Церковному Соборі Христа (єпископальний) у Гартфорді, штат Коннектикут. У 1980-х Бредлі сповідувала неоязичництво, в 1990-х повернулася до єпископальної церкви.
26 жовтня 1949 року одружилася з Робертом Олденом Бредлі. У 1950 народила сина Девіда, який теж став письменником (1950—2008). 19 травня 1964 року розлучилася.
3 червня 1964 року одружилася з нумізматом Волтером Х. Бріном. Народила дочку, Мойру Стерн, яка стала професійною арфісткою та співачкою, і сина Патріка Бріна.
У 1965 році закінчила університет Хардін-Сіммонс в Абіліні, штат Техас, з бакалаврським ступенем із мистецтва. Переїхала до Берклі, штат Каліфорнія, щоб продовжити аспірантуру в Університеті Каліфорнії, Берклі, з 1965 по 1967 рік.
У 1979 році роз'їхалася з Бріном, зберігши тільки ділові стосунки, через те, що він здійснив сексуальне насильство над 14-річним хлопчиком. Офіційно розлучилася 9 травня 1990 року, коли Бріна заарештували за розбещення малолітніх.
Внаслідок багаторічного погіршення здоров'я Меріон Зіммер Бредлі померла в «Медичному Центрі Альта Бейтс» в Берклі 25 вересня 1999 року від серцевого нападу через чотири дні виснажливих страждань. Через два місяці її попіл розвіяли на Гластонберійскому пагорбі в графстві Сомерсет, Англія, який вважається місцем де стояли ворота в Авалон.

## Літературна кар'єра

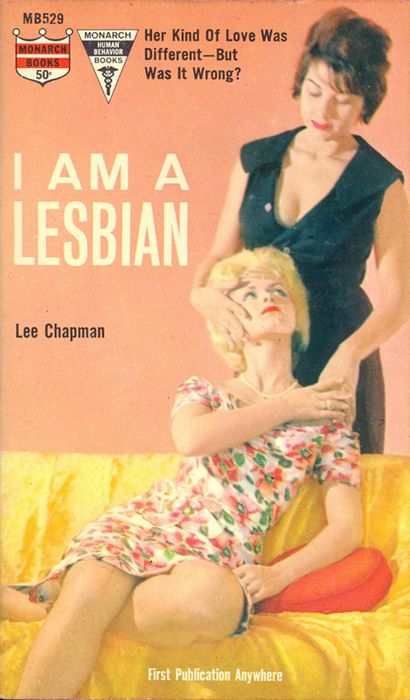
Обкладинка книги «Я лесбійка», опублікованої під псевдонімом Лі Чепмен, 1962

Бредлі почала писати в 1949 році й продала свою перше оповідання до журналу Vortex в 1952.
Першою помітною опублікованою роботою стало оповідання «Соколи Нарабедла» (травень 1957 року, журнал «Інші світи»). Бредлі згадувала, що в дитинстві любила читати пригодницьке фентезі таких авторів, як Генрі Каттнер, Едмонд Гамільтон та Лі Брекетт, особливо, коли вони писали про «відблиск сонця в світах, яких ніколи не було і ніколи не буде». Ці письменники сильно вплинули як на її перший роман, так і на більшу частину подальшої роботи.
На початку кар'єри, пишучи як Морган Ів, Міріам Гарднер, Джон Декстер і Лі Чепмен, Меріон Зіммер-Бредлі випустила кілька робіт за межами жанру спекулятивної фантастики, в тому числі романи для геїв і лесбійок. Наприклад, книга «Я — лесбійка», опублікована в 1962 році. За сьогоднішніми мірками ці твори можуть розглядатися як порнографічні — вони видавались під псевдонімом і довгий час Меріон не розкривала своє авторство.
Бредлі брала активну участь у роботі фентезійних та науково-фантастичних фендомів, розвитку співпраці між професійними авторами і видавцями і зробила кілька важливих внесків в цю субкультуру. У 1966 році Бредлі заснувала разом з іншими авторами «Товариство творчого анахронізму», їй приписують карбування назви цієї групи. Брала участь у становленні декількох місцевих груп, у тому числі в Нью-Йорку.
Так, видання роману «Рятівники планети» у 1958 розпочало низку творів про планету Дарковер, популярну серію, в якій Бредлі співпрацювала з іншими авторами й авторками. Світ Дарковера можна розглядати або як фентезі з елементами наукової фантастики, чи як наукову фантастику з елементами фентезі обертонів, — Дарковер втратив статус земної колонії, коли психічні здібності мешканців розвилися до незвичайного ступеня. Бредлі створила багато «дарковерських» романів сама, але в останні роки співпрацювала з іншими авторами, а її літературні співробітники продовжують серію і після її смерті.
У 1970-х, в контексті хвилі ентузіастів-шанувальників вигаданого світу Дж. Р. Р. Толкіна про Середзем'я, Бредлі написала два короткі фанфік-оповідання про Арвен і опублікувала їх у форматі chapbook (невелика дешева книжка в обкладинці); одне з них, «Перлина Арвен», також з'явилося в її професійній антології «Меріон Зіммер Бредлі. Найкраще» (1985), хоча й було виключене з наступних перевидань.
Ймовірно, найвідомішою творчою працею Бредлі є «Тумани Авалона» (1979). Переказ легенди Камелоту з точки зору Моргани і Гвіневери виріс у цикл книг, як і серія «Дарковер». Пізніше романи писалися іншими авторами й авторками і продовжували з'являтися після смерті Бредлі.
Бредлі редагувала тривалу серійну антологію «Меч і чаклунка», що об'єднувала історичне фентезі з оригінальними та нетрадиційними героїнями молодих майбутніх авторок, особливо заохочуючи молодих письменниць. Наприклад, Мерседес Лакі була однією з багатьох авторок, які вперше з'явилися в антології Бредлі. Також Бредлі підтримувала велику письменницьку громаду у власному будинку в Берклі. Бредлі редгувала остаточний рукопис «Меча і чаклунки» за тиждень до своєї смерті.
У 2000 році Меріон Зіммер-Бредлі була посмертно вшанована премія Всесвітня премія фентезі за пожиттєвий внесок до жанру.

### Романи
- Соколи Нарабедли (1957)
- Двері до космосу (1961)
- Сім з зірки (1961)
- Кольори космосу (1963)
- Замок страху (1965)
- Сувенір Монік (1967)
- Дочка «Синьої Бороди» (1968)
- Латунний дракон (1970)
- Кроки майстра — Шосте почуття # 2 (1973) (на основі телесеріалу «Шосте почуття», створеній Ентоні Лоуренсом)
- Перлина Арвен (1974) (повість)
- Прощання Арвен (1974) (повість)
- Може Еллен врятуватися? ([1975]) (телевізійна адаптація по Емметт Робертс)
- Нескінченна подорож (1975)
- Барабани Тьми (1976)
- Руїни Ізіди (1978)
- Пастка (1979)
- Нескінченний всесвіт (1979) (переписана в «Нескінченну подорож»)
- Будинок між світів (1980)
- Огляд корабля (1980)
- Кольори космосу (1983) (видання без скорочень)
- Нічна дочка (1985)
- Жінка-воїн (1987)
- Чорний Трілліум (1990) (з Джуліен Мей і Андре Нортон)
- Леді Трілліум (1995)
- Подяка королів (1997) (з Елізабет Уотерс)

### Збірки оповідань
- Темний порушник та інші оповідання (1964)
- Меріон Зіммер Бредлі. Найкраще (1985)
- Джеймі і інші оповідання (1988)
- Меріон Зіммер Бредлі. Дарковер (Дарковер колекція) (1993)

### Серії
| - Серія Атлантів - Веб Світу (1983) - Веб Тьми (1983) - Падіння Атлантиди (1987) (повне зібрання творів Веб Світу і Веб Темряви) | - Серія Авалона - Тумани Авалона (1983) - Господиня чарівниця (аудіокнига, видання «Тумани Авалона», частина 1) (1994) - Вища королева (аудіокнига, видання «Тумани Авалона», частина 2) (1994) - Король Олень (аудіокнига, видання «Тумани Авалона», частина 3) (1994) - В'язень Оку (аудіокнига, видання «Тумани Авалона», частина 4) (1994) - Лісовий будинок (1993) (з Діаною Л. Пакстон) (також відомий як «Ліси Авалона») - Леді Авалона (1997) (з Діаною Л. Пакстон) - Жриця Авалона (2000) (з Діаною Л. Пакстон) - Предки Авалона (2004) (написаний Діана Л. Пакстон) - Ворони Авалона (2007) (написаний Діана Л. Пакстон) - Меч Авалона (2009) (написаний Діана Л. Пакстон) | - Серія Коліна Макларена - Відьма-Гілл (1972) - Спадкоємець (1984) |